# Plaue
Plaue település Németországban, azon belül Türingiában. Lakosainak száma 1975 fő (2023. december 31.).

## Népesség
A település népességének változása:
| Lakosok száma | 1834 | 1981 | 1977 | 1978 | 1975 |
|               | 2017 | 2019 | 2021 | 2022 | 2023 |